# Königliche Musikhochschule Stockholm

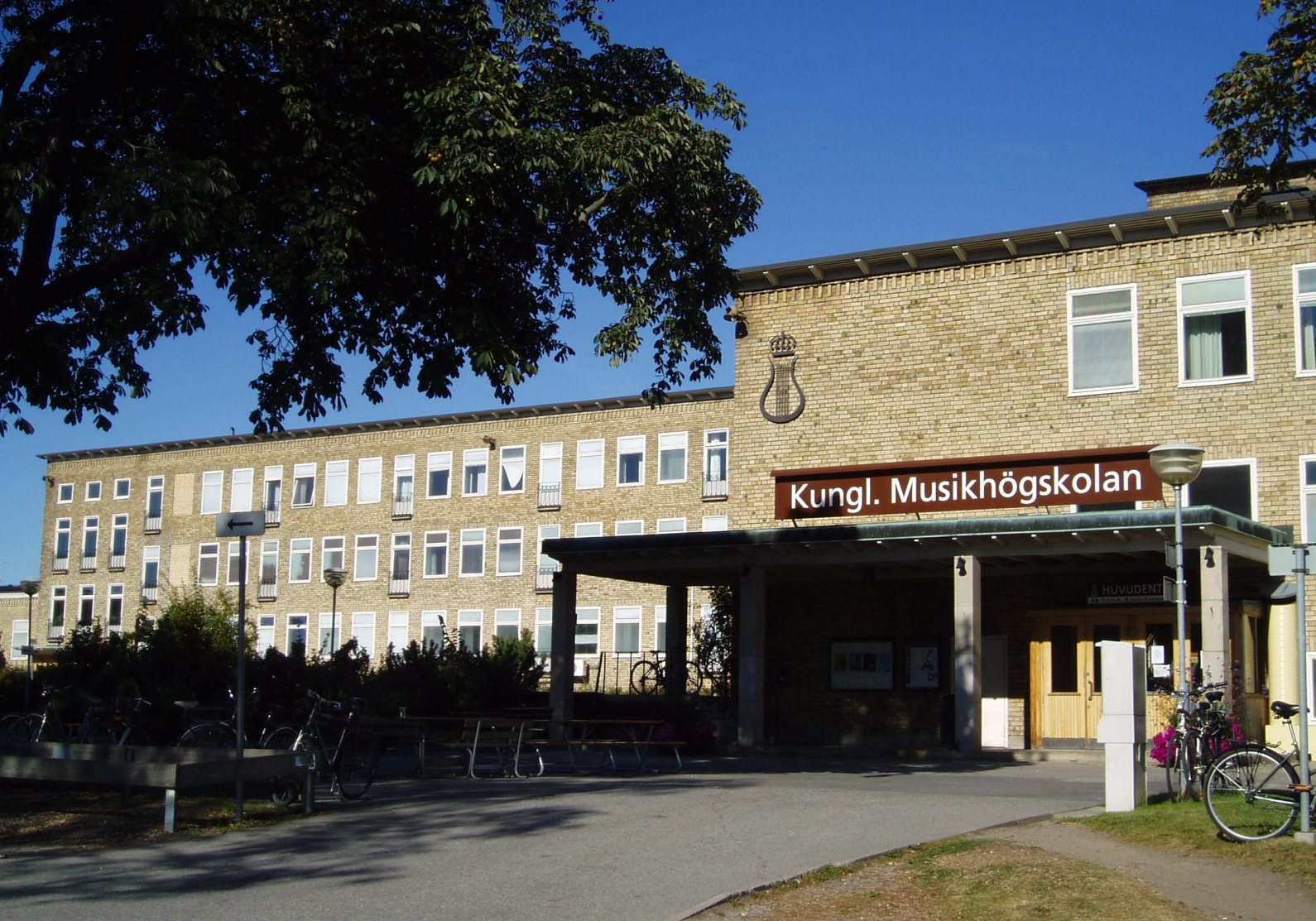
Haupteingang

Die Königliche Musikhochschule Stockholm (schwedisch: Kungliga Musikhögskolan i Stockholm), kurz KMH, ist eine Musikhochschule in Stockholm, Schweden.

## Geschichte
Die Musikhochschule in Stockholm wurde 1771 als Musikkonservatorium der Königlich Schwedischen Musikakademie gegründet und 1971 von dieser als neue eigenständige Einrichtung getrennt.
Ab 2012 wurde das „B-Haus“ komplett abgerissen und durch einen Hochschulneubau an der Vallhallavägen ersetzt: Es handelt sich hierbei um das größte Musikhochschulgebäude Skandinaviens mit dem Plan, den internationalen Ruf der Musikhochschule zu verstärken. Der Gebäudekomplex wurde ursprünglich aus der Vogelperspektive betrachtet angelegt wie ein riesiger Violinschlüssel: Zu diesem gehören 5 Gebäude, die aus einem ehemaligen Gymnasium hervorgegangen sind.
Das alte, denkmalgeschützte Gebäude blieb im Gebäudekomplex erhalten und dient als Gebäude für Überäume, das neue Hauptgebäude ersetzt das „B-Huset“ an der Vallhallavägen.

## Internationaler Ruf
Schweden ist besonders berühmt für seine Jazz-Musik. So sind viele Acts des Labels „ACT“ mit Schweden verbunden, bspw. Nils Landgren und der Pianist Esbjörn Svensson. In Jazzkreisen gilt Esbjörn Svensson als einer der wegweisenden Erneuerer im Bereich des Trio Jazz.
Auch in der Neuen Musik wurden Akzente gesetzt, bspw. durch Professuren und internationalen Gästen mit Lehrauftrag wie György Ligeti und Brian Ferneyhough. Ligeti schrieb in seiner Stockholmer Zeit die Oper Le Grand Macabre sowie Orgel und Chorwerke.
Heutzutage liegt der Schwerpunkt verstärkt im Bezug zur schwedischen Folklore in Bezug zum Jazz und zur Neuen Musik. In diesem Sinne gibt es einen Folk-Musik-Studiengang mit internationaler Ausstrahlung.
Im Bereich der Neuen Musik ist insbesondere das Kroumata Ensemble bekannt geworden. Anders Loguin war lange Jahre Mitglied bei Kroumata. Loguin spielte u. a. solistisch mit den Berliner Philharmonikern. Örjan Fahlström leitete die hr-Bigband, einer der bekanntesten Big Bands Europas.

## Berühmte Musiker
- Johann Michael Haydn (1737–1806)

Der jüngere Bruder von Joseph Haydn (1732–1809) wurde 1804 Auswärtiges Mitglied der Königlich Schwedischen Akademie für Musik. In dieser Auszeichnung spiegelt sich die europäische Wertschätzung des seit 1763 als Hofkomponist und -kapellmeister in Salzburg wirkenden Musikers wider.
- Herbert Blomstedt
- Anders Eliasson
- Eric Ericson
- Örjan Fahlström, Leiter der HR - Bigband
- Lars-Erik Larsson
- György Ligeti, Professor für Komposition
- Pär Lindgren, Professor für Komposition
- Anders Loguin, Gründungsmitglied des Kroumata Schlagzeugensembles
- Erik Nordgren
- Karin Rehnqvist, Professor für Komposition
- Susanne Rydén, Sängerin
- Jan Sandström
- Sven-David Sandström, Professor für Komposition
- Esbjörn Svensson
- Stefan Therstam, Professor für Orgelimprovisation
- Christian Weidner
- Dror Feiler, Saxophonist und Komponist
- Malin Bång, Komponistin
- Jesper Nordin, Komponist